# Howard E. Bigelow
Howard E. Bigelow (Greenfield, Massachusetts, 1923 — 1987) foi um micologista norte-americano.